# Quảng trường Bastille
| Quảng trường Bastille                      | Quảng trường Bastille |
| ------------------------------------------ | --------------------- |
|                                            |                       |
| Quận                                       | Quận 4, 11, 12        |
| Chiều dài                                  | 215 m                 |
| Chiều rộng                                 | 150 m                 |
| Khánh thành                                | 27 tháng 6, 1792      |
|                                            |                       |
|                                            |                       |
| Quảng trường Bastille và Cây cột Tháng Bảy |                       |

Quảng trường Bastille là một quảng trường ở thành phố Paris. Được mang tên ngục Bastille, vị trí của quảng trường này là nơi từng xảy ra sự kiện Chiếm ngục Bastille vào ngày 14 tháng 7 năm 1789.
Ngày nay quảng trường Bastille là một điểm giao thông quan trọng, một khu phố ban đêm của Paris.
| Métro Paris | Bến tàu điện ngầm: Bastille |

## Quảng trường Bastille
Quảng trường Bastille có đường kính khoảng 215 mét, một trong những khu phố nhộn nhịp của Paris. Ở giữa quảng trường là Cây cột Tháng Bảy bằng đồng. Cạnh quảng trường có nhà hát Opéra Bastille mang kiến trúc hiện đại, khánh thành năm 1989. Bao quanh quảng trường Bastille còn có nhiều quán cà phê, nhà hàng, hộp đêm tạo thành một khu phố về đêm của thành phố.
Quảng trường cũng là nơi diễn ra nhiều hoạt động, sự kiện. Đây thường là điểm xuất phát, kết thúc hoặc đi qua của các buổi biểu tình, diễu hành. Tính biểu tượng của quảng trường cũng thường được sử dụng cho các lễ mừng chiến thắng của Đảng Xã hội trong các cuộc bầu cử, như ngày 10 tháng 5 năm 1981, khi François Mitterrand trúng cử Tổng thống Pháp.

## Lịch sử

### Ngục Bastille
Vị trí của quảng trường Bastille trước đây là pháo đài Bastille, được xây dựng trong khoảng 1370 tới 1383, dưới thời vua Charles V. Tới thế kỷ 17, hồng y Richelieu cải tạo nó thành nhà tù. Trong Cách mạng Pháp, ngày 14 tháng 7 năm 1789, nơi đây diễn ra sự kiện Chiếm ngục Bastille, một biểu tượng cho Cách mạng, trở thành ngày quốc khánh của Pháp. Sau đó, vào ngày 15 tháng 7 năm 1789, nhà tù Bastille bị phá bỏ.

### Nơi nhảy múa
Ngày 14 tháng 7 năm 1790, một chiếc lều được dựng giữa đóng đổ nát của Bastille với tấm biển « Ở đây chúng ta nhảy múa ». Đó là buổi khiêu vũ 14 tháng 7 đầu tiên và thành truyền thống cho tới ngày nay. Căn lều này được vẽ lại trong một bức tranh bột màu trên bìa của Henri-Joseph Van Blarenberghe, một họa sĩ quân đội. Hiện nay tác phẩm được bày ở bảo tàng Carnavalet về lịch sử Paris. Henri-Joseph Van Blarenberghe cũng là người vẽ các bức tranh khác về sự kiện Chiếm ngục Bastille.
Ngày 16 tháng 7 năm 1792, vị trí Bastille được quyết định sẽ mở một quảng trường mang tên Liberté - Tự do - cùng việc dựng một cây cột. Pierre-François Palloy - nhà thầu từng chịu trách nhiệm phá hủy nhà tù Bastille sau sự kiện 14 tháng 7 - đã bắt đầu viên đá đầu tiên, nhưng công viên không được tiến hành. Tới năm 1793, một đài phun nước được xây dựng ở đây.

### Máy chém
Từ 9 đến 14 tháng 6 năm 1794, một chiếc máy chém được dựng ở quảng trường. Đống đổ nát của ngục đã được dọn quang và quảng trường được tặt tên là Quảng trường Antoine.
Tổng cộng số người bị chém ở đây lên tới con số 73. Sau ngày 14 tháng 6, máy chém được chuyển về quảng trường Trône-renversé, tức quảng trường Nation ngày nay.

### Con voi quảng trường Bastille
Vào năm 1808, Napoléon Bonaparte trong những dự án cải tạo lại Paris đã quyết định xây dựng tại quảng trường Bastille một công trình mang hình con voi. Cùng với đó, ở bên bờ kia sông Seine, tại quảng trường Étoile là công trình Khải Hoàn Môn. Công trình con voi của quảng trường Bastille dự tính cao 24 mét, được làm bằng đồng những khẩu pháo lấy của người Tây Ban Nha. Để leo lên đỉnh, một cầu thang được đặt ở một trong bốn chân của con voi. Kiến trúc sư Jean-Antoine Alavoine cho bắt đầu công trình vào năm 1833, nhưng chỉ có bản mẫu bằng thạch cao được dựng. Trong cuốn tiểu thuyết Những người khốn khổ (Les Misérables), nhà văn Victor Hugo đã miêu tả con voi này là nơi trú ẩn của cậu bé Gavroche. Tới năm 1846 thì công trình bị phá hủy.

### Cây cột Tháng Bảy
Năm 1833, vua Louis-Philippe I quyết định xây dựng Cây cột Tháng Bảy, công trình vốn đã được dự định từ năm 1792. Nhưng cây cột Tháng Bảy này không phải để tượng niệm Cách mạng 1789 mà là Cách mạng Tháng Bảy năm 1830. Công trình được hoàn thành năm 1840.

## Điểm giao thông
Nằm ở điểm giao của các quận 4, 11 và 12, quảng trường Bastille là một trong những đầu mối giao thông quan trọng của thành phố. Bến tàu điện ngầm ở đây là trạm Bastille, với các tuyến số 1, 5 và 8. Quảng trường cũng là vị trí con kênh Saint-Martin bắt đầu chảy lộ thiên rồi nối với sông Seine. Từ quảng trường Bastille có các con phố:
- Phố Saint-Antoine, được kéo dài bởi phố Rivoli dẫn tới quảng trường Concorde
- Phố Bastille
- Đại lộ Beaumarchais dẫn đến quảng trường République
- Đại lộ Richard-Lenoir kéo dài bởi đại lộ Jules-Ferry
- Phố Roquette
- Phố Faubourg-Saint-Antoine, dẫn đên quảng trường Nation
- Ngõ Cheval Blanc
- Phố Lyon, dẫn đến nhà ga Gare de Lyon
- Đại lộ Bastille và đại lộ Bourdon, dọc bến Arsenal tới sông Seine
- Đại lộ Henri IV